# Apócrifo de Tiago
O Apócrifo de Tiago, também conhecido pela tradução do seu título - o Evangelho Secreto de Tiago (ou Livro Secreto de Tiago) - é um texto pseudónimo dentre os Apócrifos do Novo Testamento. Ele descreve os ensinamentos secretos de Jesus a Pedro e Tiago, o Justo, passados no período entre a Ressurreição e a Ascensão.
Um tema central é o de que é preciso aceitar o sofrimento como inevitável. A proeminência de Tiago e Pedro sugerem que o trabalho se originou na comunidade judaico-cristã. Não há dependência dos textos canônicos e foi provavelmente escrito do meio para o final do século II dC. Apesar de possuir afinidades Gnósticas, não é possível atribuí-lo a nenhuma seita específica, com alguns estudiosos afirmando que não se trata de um texto de Gnóstico.

## Origem
O texto sobrevive num único manuscrito, danificado, na segunda seção do Codex Jung, primeiro dos treze códices encontrados na Biblioteca de Nag Hammadi. Embora o texto pareça ser uma tradução Copta de um original Grego, o autor afirma ter escrito em Hebraico. Por conta das referências à perseguições e martírios, é improvável que o texto tenha sido escrito após 313 dC, quando Constantino I acabou com a perseguição aos Cristãos. Outras pistas sobre o texto indicam que pode ter sido escrito do meio para o final do século II dC.

## Conteúdo
O texto é organizado como uma epístola de Tiago a alguém cujo nome está ilegível por causa de danos ao manuscrito. O autor descreve Jesus elaborando sobre vários assuntos através de pequenos ditos e respondendo questões 550 dias depois da Ressurreição, mas antes de ascender. Jesus passa ensinamentos secretos tanto a Tiago quanto a Pedro, embora ao final apenas o primeiro parece ter entendido o que aconteceu. Assim como no Evangelho de João (João 1:20) e no Evangelho de Maria, neste livro Pedro falhou implicitamente com o movimento Cristão.
Jesus ensina através de frases incomuns e aparentemente contraditórias, e oferece também breves parábolas. Ele convida Pedro e Tiago a entrarem no Reino de Deus com ele, mas eles são distraídos por questões de outros apóstolos e perdem sua chance. Depois, Tiago é descrito como enviando os "Doze apóstolos", indicando que - assim como em outros documentos apócrifos - Tiago inicialmente sucedeu Jesus como líder do movimento.
A curta epístola parece ser independente do resto do texto, sugerindo a alguns que o Apócrifo pode ter se originado como uma coleção de múltiplos textos. A epístola se refere a um "Evangelho Secreto" anterior, que aparentemente se perdeu. No Apócrifo, as discussões sobre martírio e profecia também parecem ser algo separado, indicando um texto original para o corpo principal da obra, que era composta de pequenos ditos. Ainda se debate se os paralelos mais estreitos com o Novo Testamento são decorrentes do último trabalho de junção dos textos ou diretamente de suas fontes.

## Relação com outros textos
Para muitos estudiosos, o tom dos ditados parece um tanto Gnóstico, primordialmente por suas doutrinas não estarem inteiramente de acordo com a interpretação ortodoxa das escrituras canônicas. O manuscrito também foi encontrado em meio a outros explicitamente gnósticos na Biblioteca de Nag Hammadi. Além disso, o texto também usa termos gnósticos, como ao se referir à "Pleroma" como meio de salvação . Porém, as doutrinas do Apócrifo tampouco se adequam aos ensinamentos de Valentim ou outras cosmologias gnósticas mais desenvolvidas e portanto ele não é usualmente contado entre os textos verdadeiramente Gnósticos.
Muitos dos ditos parecem ser compartilhados com os Evangelhos canônicos e o texto inclui esta referências a outros ditos:
| “ | Era suficiente para algumas pessoas prestar atenção aos ensinamentos e entender 'Os Pastores' e 'A Semente' e 'O Edifício' e 'As Lâmpadas das Virgens' e 'A Recompensa dos Trabalhadores' e o 'Drachma Duplo' e o 'A Mulher'. | ” |
|   | — Tiago, Apócrifo de Tiago.. |   |

As referências à salvação através "da Cruz" parece implicar familiaridade com as Epístolas paulinas, ou pelo menos com os ensinamentos de Paulo. Contudo, na sua introdução o pseudo-Tiago diz: "E quinhentos e cinquenta dias após ele se levantar dos mortos, nós dissemos a ele:..." , o que é um período consideravelmente mais longo que os quarenta dias que Lucas apresentou nos Atos dos Apóstolos para a Ascensão de Jesus. Alguns entendem que isto implica que o Apócrifo de Tiago foi transmitido pela tradição oral e que a comunidade que o escreveu rejeitava ou não conhecia os Atos escritos por Lucas. Por outro lado, Ireneu, certamente familiar com o trabalho de Lucas, apresentou dezoito meses como período das aparições de Jesus em seu Adversus Haereses